# LEGO Technic

Logo dei set

LEGO Technic è una linea di prodotti LEGO per ragazzi di età superiore ai nove anni che presenta una maggiore complessità rispetto alla linea tradizionale con elementi aggiuntivi che permettono l'interconnessione delle varie parti in plastica. Lo scopo di questa serie è quello di costruire modelli più avanzati con ingranaggi e parti meccaniche che possano muoversi e in alcuni casi essere radiocomandati.
Inizialmente la linea era nota come serie Expert Builder e poi, nel 1977, divenne Technical Sets, e infine Technic nel 1984.

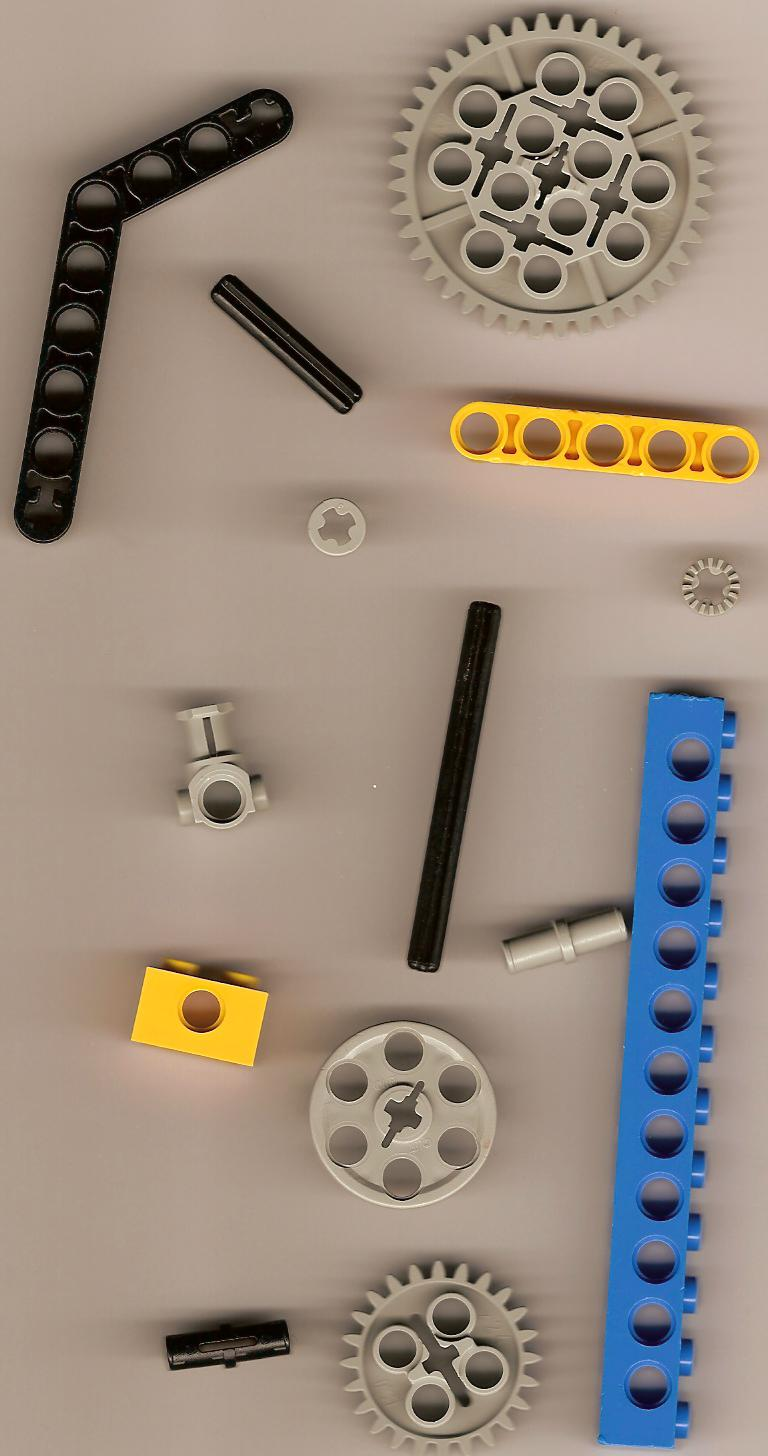
Alcuni pezzi tipici della serie LEGO Technic

I set sono spesso caratterizzati dalla presenza di pezzi speciali, come ruote dentate, assi, parti pneumatiche, motori elettrici, ingranaggi, perni ma anche travi e piastre con fori attraverso i quali gli assi potrebbero essere ad esempio installati.

## Storia
Nel 1975 la LEGO introdusse la Serie Expert, che fu creata per essere dedicata ai costruttori LEGO più esperti. Questa serie, rispetto a quelle precedenti, poteva disporre di elementi mobili come ingranaggi, differenziali e varie altre parti meccaniche. Nel 1977 la Serie Expert prese il nome di "Expert Builder". In questo periodo vennero inventati sempre più pezzi diversi (rotelle di varie dimensioni, traversini forati, perni, cremagliere, leve, assi ecc.). Con questi nuovi pezzi era possibile costruire veicoli sempre più simili alla realtà e con sempre più funzioni diverse, per esempio sterzare le ruote.
Nel 1982 (lo stesso anno in cui si celebrò il cinquantesimo anniversario dell'azienda) la serie Expert Builder si evolse ulteriormente, diventando la serie Technic.
Nel 1986 furono aggiunti componenti pneumatici alla serie Technic: furono inventati pistoni pneumatici, con una forza maggiore ai precedenti pistoni a vite e più facili da far funzionare, ma con una struttura più complessa. L'aria per farli funzionare viene pompata attraverso un piccolo pistone che bisogna schiacciare a mano, il quale convoglia l'aria in tubicini di plastica collegati ad esso. Successivamente furono inventati piccoli serbatoi di aria, con lo scopo di non continuare a pompare l'aria per far funzionare il meccanismo.
È intorno a questi anni che alcuni motori della serie Train furono adattati alla serie Technic, così da poter telecomandare a distanza (tramite un sistema a raggi infrarossi) i modelli. Nacque così il sistema Power Functions, che permette, per l'appunto, di motorizzare i veicoli.
Nel 1991 i motori e le altre parti elettriche LEGO furono standardizzate: i motori della Technic furono adattati ai 9 V, come i motori della LEGO Train.
Nel 2004, il colore grigio fu cambiato, in una tonalità poco più scura. Questo cambiamento interessò moltissimo la serie Technic, essendo gran parte dei suoi pezzi di colore grigio.
Nel corso della sua storia la Technic ha avuto diversi Lego di punta (uno all'anno), alcuni radiocomondati, altri solo con motore e battery box che sono i più grandi, fra questi ricordiamo:
- Gru Mobile MK I set 8421 da 1885 pezzi (2005)
- Mercedes Benz Unimog U400 set 8110 da 2046 pezzi (2011)
- Gru mobile MK II set 42009 da 2606 pezzi (2013)
- Mercedes Benz Arocs 3245 set 42043 da 2793 pezzi (2015)
- Escavatore da miniera MK III set 42055 da 3929 pezzi ed attualmente il terzo set Technic più grande in assoluto, lanciato nell'agosto 2016, dopo i set 42082 e 42100.
- Porsche 911 GT3 RS set da 2704 pezzi (2016) con cambio a doppia frizione funzionante. La scatola contiene un book fotografico con la storia della Porsche 911 GT3 RS
- Camion Autogrù 6x6 set 42070 da 1862 pezzi (2017) contenente un mattoncino speciale per il 40º anniversario

## Caratteristiche
Alcuni modelli LEGO sono in grado di fare determinate azioni grazie a particolari motori di nuova concezione, detti Power Function, che consentono, ad esempio, di muovere un veicolo nelle quattro direzioni primarie o di riprodurre, sempre come esempio, perfettamente i movimenti di una escavatrice.
I prodotti LEGO Power Functions si distinguono in:

### Generatori di corrente
Sono i vani batterie, i quali, attraverso una speciale presa LPF (la quale si trova all'esterno del guscio di plastica), si possono collegare ai motori e agli altri elementi LEGO Power Functions. Esistono tre tipi di vani batterie:
- Il vano batterie tradizionale AA (numero di serie: 8881) ha una forma compatibile con i pezzi dei LEGO Technic e ha una forma a parallelepipedo con gli spigoli arrotondati. Contiene sei batterie da AA e la presa LPF (che si può collegare a quattro dispositivi) è collocata sulla parte superiore, vicino ad un bottone con tre posizioni per accendere il dispositivo. Ai lati sono situati due traversini forati saldati al vano, così da unirlo con le creazioni.
- Il vano batterie AAA (numero di serie: 88000), al contrario, ha una forma molto avviata verso i mattoncini LEGO tradizionali. Al suo interno trovano posto sei batterie AAA e la presa LPF si trova sul lato superiore. Anche in questo prodotto, di fianco alla presa, c'è un bottone di accensione a tre posizioni ma, di fianco a quello, si trova un tasto verde, schiacciando il quale per tre secondi, si attiva la modalità di spegnimento automatico, attraverso il quale, dopo due ore, il dispositivo si spegne automaticamente.
- Il vano batterie ricaricabile (numero di serie: 8878) contiene una speciale batteria al Litio, che si può ricaricare direttamente attaccando un ricaricatore apposito al vano. La forma è la stessa del vano batterie AAA, ma sul lato superiore, oltre alla presa LPF e al bottone verde che serve per l'accensione, è presente un bottone circolare girevole, ruotando il quale nelle diverse posizioni, si può aumentare o diminuire il quantitativo di energia da rilasciare.

### Parti funzionali (Power Functions)
Sono i motori, le luci e le altre parti che si servono di energia per far muovere i modelli:
- Motore M (Medium): è il motore maggiormente usato, avendo un formato a cilindro abbastanza piccolo (così da poter essere inserito senza problemi in molti modelli). Ha un consumo di energia dipendente dalle prestazioni a cui è sottoposto, ma comunque abbastanza basso. Naturalmente anche la potenza non è molto alta. Numero di serie: 8883.
- Motore L (Large): è molto utile, essendo delle misure del motore medio (seppur con una forma più squadrata) e con prestazioni maggiori. Il consumo di energia è di poco superiore a quello del motore M. Numero di serie: 88003
- Motore XL (Extralarge): è il motore Power Functions più potente e pesante. La forma è a cilindro, come il motore medio, ma più grossa. Naturalmente questo motore consuma di più degli altri due, avendo prestazioni molto maggiori. Numero di serie: 8882.
- Motore Servo: è il motore Power Functions che serve per azionare lo sterzo. Questo motore è molto utile e ha una presa di forza anche sul retro (per mezzi con doppio sterzo). Le prese di forza si girano di 90° in senso orario e 90° in senso antiorario. La potenza è addirittura maggiore del doppio di quella del motore extralarge. Numero di serie: 88004.
- Luci: sono costituite come dalle altre parti da uno spinotto e un cavo, il quale si dirama in due piccoli cavi, che terminano in altrettante luci al LED, di basso voltaggio, le quali terminanze hanno una precisa forma per essere infilate nei mattoncini bucati.